# Jiří Hledík
Jiří Hledík (Pardubice, 1929. április 29. – Hradec Králové, 2015. április 25.) cseh labdarúgóhátvéd.
A csehszlovák válogatott tagjaként részt vett az 1954-es labdarúgó-világbajnokságon.